# Guntur (huyện)
Huyện Guntur là một huyện thuộc bang Andhra Pradesh, Ấn Độ. Thủ phủ huyện Guntur đóng ở Guntur. Huyện Guntur có diện tích 11391 ki lô mét vuông. Đến thời điểm năm 2001, huyện Guntur có dân số 4405521 người.